# Hagécourt
Hagécourt település Franciaországban, Vosges megyében. Lakosainak száma 128 fő (2022. január 1.). Hagécourt Maroncourt, Rancourt, Valleroy-aux-Saules, Bainville-aux-Saules, Begnécourt és Dompaire községekkel határos.

## Népesség
A település népességének változása:
| Lakosok száma | 114  | 109  | 118  | 120  | 125  | 126  | 128  | 129  | 128  |
|               | 2013 | 2015 | 2016 | 2017 | 2018 | 2019 | 2020 | 2021 | 2022 |